# Baba (kanton)
Baba – kanton w prowincji Los Ríos, w Ekwadorze. Stolicą kantonu jest Baba.